# 邓述堃
邓述堃（1895年—1977年），湖北江陵人，是中国20世纪下半叶的一位聖公宗主教。 

## 生平
邓述堃三岁时父母双亡，由在安庆圣公会工作的堂叔抚养成人。邓述堃曾就讀於於圣约翰大学。毕业后在中华圣公会皖赣教区安庆天恩堂任会长。1926年夏，與中华基督教青年会代表团出席北美青年协会主席在赫尔辛基主持的世界基督教青年代表大会，之後邓述堃赴美留学，后获哥伦比亚大学社会教育硕士学位以及纽约中央神学院神道学士学位。1928年返回中華民國。1934年，蔣介石在南昌发起新生活运动时，邓述堃以宗教界代表的身份成为南昌新生活运动促进委员会委员。1938年6月，由国民政府安排出访美国，参加在纽约召开的世界青年第二届反侵略大会，会后在美国进行为期八个月的国民外交。
1949年，邓述堃出任圣公会浙江教区主教。 1952年，邓述堃被隔離審查，他之後继续担任圣公会浙江教区主教至1955年。1957年，邓述堃获释。